# Dicrania subvestita
Dicrania subvestita är en skalbaggsart som beskrevs av Guérin-Méneville 1829. Dicrania subvestita ingår i släktet Dicrania och familjen Melolonthidae. Inga underarter finns listade i Catalogue of Life.